# Кольцевые автодороги Пекина

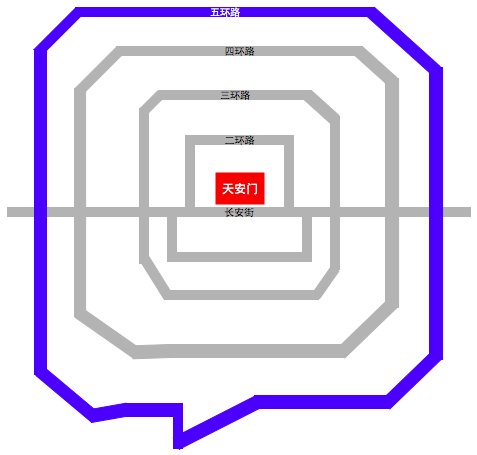
Кольцевые автодороги Пекина: пятая (выделена синим), четвёртая, третья и вторая (показаны серым); проспект Чанъань (в центре) и площадь Тяньаньмэнь (красный прямоугольник).

Пекин является одним из немногих городов, в котором есть несколько кольцевых автомобильных дорог.

## 1-я кольцевая дорога
Первой кольцевой дороги в настоящее время больше не существует. В 1920-х в Бэйпине был организован ряд трамвайных маршрутов. Помимо номеров, различные трамвайные маршруты отличались друг от друга также цветом знаков на остановках. Трамвай № 4 с белыми знаками на остановках шёл по кольцевому маршруту по часовой стрелке через Тяньаньмэнь — Сидань — Сисы — Пинъаньли — Дяньмэнь — Гулоу — Цзяодаокоу — Бэйсиньцяо — Дунсы — Дундань — Тяньаньмэнь. Этот маршрут был известен как «кольцевая дорога» (кит. 环形路). После того, как в 1950-х трамвайные пути были убраны, название потеряло свой исходный смысл, и стало обозначать просто набор улиц. На большинстве карт Пекина 1-я кольцевая дорога никак не выделяется. Тем не менее сам термин остался в обиходе, и это сказалось на нумерации дорог, построенных десятилетиями позже.

## 2-я кольцевая дорога
Реальной первой пекинской кольцевой дорогой является 2-я кольцевая автодорога Пекина. Она была построена в 1980-х, и удлинена в 1990-х. В настоящее время она образует прямоугольник вокруг старой части Пекина. Внутри 2-й кольцевой дороги лежат такие районы Пекина, как Дунчэн и Сичэн.

## 3-я кольцевая дорога
Третья кольцевая дорога начала строиться в 1980-х и была завершена в 1990-х. Она также лежит в центре города, проходя через Центральный деловой район Пекина и районы расположения дипломатических миссий. Это — ближайшая к центру из кольцевых дорог, которая напрямую соединяется со скоростными дорогами, ведущими к аэропорту и в другие города.

## 4-я кольцевая дорога
Четвёртая кольцевая дорога была завершена в 2001 году. Она соединяет между собой несколько удалённые от центра районы Пекина. От неё начинаются скоростная дорога Пекин-Шэньян и скоростная дорога Пекин-Тунчжоу.

## 5-я кольцевая дорога
Пятая кольцевая дорога проходит примерно в 10 км от центра города, и соединяет между собой районы, которые уже можно назвать пригородными. Из-за её близости к Олимпийским объектам её прозвали «Олимпийским проспектом».

## 6-я кольцевая дорога
Шестая кольцевая дорога является на данный момент наиболее удалённой (15-20 км) от центра Пекина из всех кольцевых автодорог. Её строительство было завершено в 2000-х. Это единственная из кольцевых дорог, которая имеет соединение со скоростной дорогой Пекин-Харбин. 6-я кольцевая дорога проходит через районы Шуньи, Тунчжоу, Чанпин и Дасин.

## 7-я кольцевая дорога
Седьмая кольцевая дорога пока существует лишь на уровне идеи. Такая дорога помогла бы сделать третий пекинский аэропорт более доступным. Из плана развития Пекина, утверждённого центральным правительством в 2004 году, 7-я кольцевая дорога была исключена.
«Седьмой кольцевой автодорогой Пекина» неофициально называют кольцевую трассу G95, имеющую длину около 1100 км, из которых лишь 38 км проходит через Пекин, и столько же через Тяньцзинь. Эта трасса была сдана в эксплуатацию в декабре 2016 года.